# Centaur (boot)
De centaur is een kielboot (dat wil zeggen een boot met een kiel onderaan) met twee zeilen: een fok (een klein zeil voor op de boot) en een grootzeil (een zeil dat vastzit aan de giek en de mast). De giek staat dan weer vast aan de mast). De meeste centaurs zijn 6.20 meter lang. Het teken van een centaur is een hoofdletter C. In totaal heeft deze kielboot ongeveer 67 onderdelen.
Men kan CWO's (diploma's) halen voor het kielbootvaren. 